# サントスFC
サントスFC（Santos Futebol Clube (ポルトガル語: [ˈsɐ̃tus futʃiˈbɔw ˈklubi] ( 音声ファイル))）は、ブラジル・サンパウロ州サントスをホームタウンとする、カンピオナート・ブラジレイロ（ブラジルリーグ）に加盟するプロサッカークラブ。

## 概要
サッカーの王様と呼ばれるペレを始め、ロビーニョ、ネイマールらが所属していた。日本人では、元日本代表・三浦知良、前園真聖や、ヴィッセル神戸等でも活躍した菅原智が所属した。また、鹿島アントラーズをJリーグ3連覇に導いたオズワルド・オリヴェイラがかつて監督に就任していた。
ブラジルで初めて、南米王者に輝いたクラブである。
タサ・ブラジルとトルネイオ・ロベルト・ゴメス・ペドロサ（1960年代のブラジル王者を決める大会）そしてカンピオナート・ブラジレイロ・セリエAの優勝回数を合計すると、8度、ブラジル王者に輝いている。
ブラジルで好調なクラブの一つである。2011年度のクラブ総収入は1億8900万レアル（約75億円）であり、ブラジルのクラブでは4番目に収入が多い。
サンパウロ州では4番目に人気のあるクラブである。
かつてはパナソニックや東芝がスポンサーになったことがある。
なおサントスFCは総合スポーツクラブであり空手、テーブル・フットボール、フットサル、ゴールボール、柔道、卓球、バレーボールなどの部門も抱えている。
クラブの愛称であるPeixeは「魚」の意だが、女子サッカーチームはSereias da Vila（人魚の村）という別の愛称を持つ。
2023年より、前年12月に死去したペレへの恒久的な敬意の証としてペットマーク上部の星の間に「王冠」を追加した。
1971年にカンピオナート・ブラジレイロにセリエBが創設されて以来、下位リーグへの降格を経験したことがなかったが、2023年のセリエAでは17位と低迷。勝てば自力残留が決まる最終節をホームで迎えたが敗れ、クラブ創設111年目にして初のセリエB降格が決定した。
2024年のセリエBでは優勝を果たし、2025年からセリエAに返り咲くことが決まった。ちなみにセリエBに降格中は「ペレが付けていた神聖な背番号10は使えない」として、セリエAに返り咲くまで欠番としていた。2025年より背番号10の使用が復活となる。

## ライバル
同じサンパウロを本拠地とするSCコリンチャンス・パウリスタ、サンパウロFC、SEパルメイラスとは、サントスを含め「サンパウロのBIG4」と呼ばれ、これらのチームとの対戦は「クラシコ」と呼ばれる。コリンチャンスとのクラシコはクラシコ・アルビ・ネグロ（白と黒のダービー）、サンパウロFCとのクラシコはサン・サン（両チームの頭文字を取った名前）、SEパルメイラスとのクラシコはクラシコ・デ・サウダージ（郷愁のダービー）と呼ばれている。

## タイトル

### 国内タイトル
- カンピオナート・ブラジレイロ・セリエA：8回
  - 1961, 1962, 1963, 1964, 1965, 1968, 2002, 2004

- カンピオナート・パウリスタ：21回 
  - 1935, 1955, 1956, 1958, 1960, 1961, 1962, 1964, 1965, 1967, 1968, 1969, 1973, 1978, 1984, 2006, 2007, 2010, 2011, 2012,2015

- コパ・パウリスタ：1回 
  - 2004

- コパ・ド・ブラジル：1回
  - 2010

- トルネイオ・リオ・サンパウロ：5回
  - 1959, 1963, 1964, 1966, 1997

### 国際タイトル
- インターコンチネンタルカップ：2回
  - 1962, 1963

- インターコンチネンタル勝者カップ：1回 
  - 1968

- コパ・リベルタドーレス：3回
  - 1962, 1963, 2011

- レコパ・スダメリカーナ：1回
  - 2012

- コパCONMEBOL：1回
  - 1998

- スーパーコパ南米CONMEBOL：1回
  - 1968

## 現所属メンバー
2019シーズン セリエA第15節 vsクルゼイロ戦 フォーメーション
2022年12月14日現在
注：選手の国籍表記はFIFAの定めた代表資格ルールに基づく。
| No. | Pos. |              | 選手名                     |
| --- | ---- | ------------ | -------------------------- |
| 2   | DF   | ブラジル     | ルイス・フェリペ           |
| 3   | DF   | ブラジル     | フェリペ・ジョナタン       |
| 4   | DF   | ブラジル     | エドゥアルド・ガブリエウ   |
| 5   | MF   | アルゼンチン | ガブリエル・カラバハル ★   |
| 6   | MF   | ブラジル     | サンドリ                   |
| 7   | MF   | ウルグアイ   | カルロス・サンチェス ()★   |
| 8   | MF   | エクアドル   | ジョハン・フリオ ★         |
| 9   | FW   | ブラジル     | マルコス・レオナルド       |
| 10  | FW   | ブラジル     | ネイマール                 |
| 11  | FW   | ブラジル     | アンジェロ・ガブリエル     |
| 12  | FW   | ブラジル     | フワン・セコ               |
| 13  | DF   | ブラジル     | マジソン                   |
| 14  | MF   | ウルグアイ   | ロドリゴ・フェルナンデス ★ |
| 15  | FW   | エクアドル   | ブライアン・アングロ ★     |
| 16  | DF   | ブラジル     | ナタン                     |
| 17  | MF   | ブラジル     | ヴィニシウス・バリエイロ   |

| No. | Pos. |          | 選手名                 |
| --- | ---- | -------- | ---------------------- |
| 19  | MF   | ブラジル | ドッジ                 |
| 20  | MF   | ブラジル | ルアン                 |
| 21  | MF   | ブラジル | ルーカス・バルボーザ   |
| 22  | GK   | ブラジル | ジョン ()              |
| 25  | MF   | ブラジル | ヴィニシウス・ザノセロ |
| 27  | DF   | ブラジル | アウロ                 |
| 29  | MF   | ブラジル | ギリェルメ・カマチョ   |
| 30  | FW   | ブラジル | ルーカス・ブラガ       |
| 31  | DF   | ブラジル | アレックス             |
| 33  | DF   | ブラジル | マイコン ()            |
| 34  | GK   | ブラジル | ジョアン・パウロ       |
| 39  | FW   | ブラジル | タイルソン             |
| 40  | MF   | ブラジル | ブルーノ・オリヴェイラ |
| 44  | DF   | ブラジル | ルーカス・ピレス       |
| 50  | GK   | ブラジル | パウロ・マゾティ       |
| 52  | GK   | ブラジル | ディオゲネス           |

※括弧内の国旗はその他の保有国籍を、星印は外国人選手を示す。
監督
- ペドロ・カイシーニャ

### ローン移籍
in
注：選手の国籍表記はFIFAの定めた代表資格ルールに基づく。
| No. | Pos. |            | 選手名                                        |
| --- | ---- | ---------- | --------------------------------------------- |
| 8   | MF   | エクアドル | ジョハン・フリオ (LDUキト)                    |
| 10  | FW   | ベネズエラ | ジェフェルソン・ソテルド (UANLティグレス)     |
| 14  | MF   | ウルグアイ | ロドリゴ・フェルナンデス (クラブ・グアラニー) |
| 20  | MF   | ブラジル   | ルアン (コリンチャンス)                       |

| No. | Pos. |          | 選手名                                    |
| --- | ---- | -------- | ----------------------------------------- |
| 25  | MF   | ブラジル | ヴィニシウス・ザノセロ (フェロヴィアリア) |
| 27  | DF   | ブラジル | アウロ (トロントFC)                       |
| 31  | DF   | ブラジル | アレックス (FCファマリカン)               |
| 40  | MF   | ブラジル | ブルーノ・オリヴェイラ (AAカウデンセ)     |

out
注：選手の国籍表記はFIFAの定めた代表資格ルールに基づく。
| No. | Pos. |          | 選手名                                |
| --- | ---- | -------- | ------------------------------------- |
| --  | DF   | ブラジル | ワグネル・レオナルド (クルゼイロ)     |
| --  | DF   | ブラジル | ロマリオ (ノヴォリゾンチーノ)         |
| --  | DF   | ブラジル | ロブソン・レイス (ボアヴィスタ)       |
| --  | MF   | ブラジル | アンデルソン・セアラ (サンタクルスFC) |
| --  | MF   | ブラジル | ルーカス・ロウレンソ (CSA)            |
| --  | MF   | ブラジル | ギリェルミ・ヌネス (ABC FC)           |
| --  | MF   | ブラジル | ジョブソン (ナウチコ)                 |

| No. | Pos. |          | 選手名                                              |
| --- | ---- | -------- | --------------------------------------------------- |
| --  | MF   | ブラジル | ガブリエル・ピラニ (クイアバEC)                     |
| --  | MF   | ブラジル | ウィリアン・マラニョン (アトレチコ・ゴイアニエンセ) |
| --  | FW   | ブラジル | フェリペ・カルドーゾ (ベガルタ仙台)                 |
| --  | FW   | ブラジル | ブルーノ・エンリケ (アロウカ)                       |
| --  | FW   | ブラジル | ラニエル (ヴァスコ・ダ・ガマ)                       |
| --  | FW   | ブラジル | アランジーニョ (トンベンセ)                         |

## 過去の成績
| シーズン | カンピオナート・パウリスタ | カンピオナート・ブラジレイロ | コパ・ド・ブラジル | コパ・リベルタドーレス | コパ・スダメリカーナ | FIFAクラブワールドカップ | その他 |
| -------- | -------------------------- | ---------------------------- | ------------------ | ---------------------- | -------------------- | ------------------------ | ------ |
| 2002     | -                          | セリエA 優勝                 | 2回戦敗退          | -                      | -                    | -                        |        |
| 2003     | 8位                        | セリエA 準優勝               | -                  | 準優勝                 | ベスト8              | -                        |        |
| 2004     | 3位                        | セリエA 優勝                 | -                  | ベスト8                | ベスト8              | -                        |        |
| 2005     | 3位                        | セリエA 10位                 | -                  | ベスト8                | プレーオフ敗退       | -                        |        |
| 2006     | 優勝                       | セリエA 4位                  | ベスト8            | -                      | ベスト16             | -                        |        |
| 2007     | 優勝                       | セリエA 準優勝               | -                  | ベスト4                | -                    | -                        |        |
| 2008     | 7位                        | セリエA 15位                 | -                  | ベスト8                | -                    | -                        |        |
| 2009     | 準優勝                     | セリエA 12位                 | ベスト32           | -                      | -                    | -                        |        |
| 2010     | 優勝                       | セリエA 8位                  | 優勝               | -                      | 2回戦敗退            | -                        |        |
| 2011     | 優勝                       | セリエA 10位                 | -                  | 優勝                   | -                    | 準優勝                   |        |
| 2012     | 優勝                       | セリエA 8位                  | -                  | ベスト4                | -                    | -                        |        |
| 2013     | 準優勝                     | セリエA 7位                  | ベスト16           | -                      | -                    | -                        |        |
| 2014     | 準優勝                     | セリエA 9位                  | ベスト4            | -                      | -                    | -                        |        |
| 2015     | 優勝                       | セリエA 7位                  | 準優勝             | -                      | -                    | -                        |        |
| 2016     | 優勝                       | セリエA 準優勝               | ベスト8            | -                      | -                    | -                        |        |
| 2017     | 5位                        | セリエA 3位                  | ベスト8            | ベスト8                | -                    | -                        |        |
| 2018     | 4位                        | セリエA 10位                 | ベスト8            | ベスト16               | -                    | -                        |        |
| 2019     | 4位                        | セリエA 準優勝               | ベスト16           | -                      | 1回戦敗退            | -                        |        |
| 2020     | 8位                        | セリエA 8位                  | ベスト16           | 準優勝                 | -                    | -                        |        |
| 2021     | 13位                       | セリエA 10位                 | ベスト8            | -                      | -                    | -                        |        |
| 2022     | 13位                       | セリエA 12位                 | ベスト16           | -                      | -                    | -                        |        |
| 2023     | 12位                       | セリエA 17位                 | ベスト16           | -                      | -                    | -                        |        |

## 歴代監督
- コウチーニョ 1981, 1995
- パウロ・エミリオ 1982
- ニカノール 1989
- デ・マセド 1993
- ルシェンブルゴ 1997, 2004, 2006-2007, 2009
- エメルソン・レオン 1998-1999, 2002-2004, 2008
- ガーロ 2005

- ネルシーニョ 2005
- マンシーニ 2009
- アジウソン 2011
- ムリシ・ラマーリョ 2011-2013
- クラウジネイ・オリヴェイラ 2013
- オズワルド・オリヴェイラ 2014